# Muzej novejše in sodobne zgodovine Slovenije
Muzej novejše in sodobne zgodovine Slovenije (kratica: MNSZS) je osrednji muzej na področju zgodovine Slovenije 20. in 21. stoletja.
Nahaja se v Cekinovem gradu.

## Zgodovina
MNSZS je naslednik Znanstvenega inštituta Izvršnega odbora Osvobodilne fronte, ki je bil ustanovljen leta 1944. Po vojni (1948) se je ta inštitut razdelil (preoblikoval) v dve ustnovi: Inštitut za narodnostna vprašanja in Muzej narodne osvoboditve. Slednji se je leta 1951 preselil v Cekinov grad in bil leta 1958 preimenovan v Muzej ljudske revolucije.
Leta 1959 je muzej postal organizacijska enota Inštituta za zgodovino delavskega gibanja; leta 1962 pa se je muzej izločil iz njega in postal samostojni zavod. Vlada Republike Slovenije je leta 1994 muzej preimenovana v Muzej novejše zgodovine in nato leta 2001 še v Muzej novejše zgodovine Slovenije.
Leta 2023 je prišlo do združitve Muzeja novejše zgodovine Slovenije in Muzeja slovenske osamosvojitve, ki po združitvi nastopata pod imenom Muzej novejše in sodobne zgodovine Slovenije.